# (179) Klytaemnestra
(180) Klytaemnestra ist ein Asteroid des äußeren Hauptgürtels, der am 11. November 1877 vom US-amerikanischen Astronomen James Craig Watson am Detroit Observatory in Ann Arbor entdeckt wurde. Es war seine letzte von insgesamt 22 Asteroidenentdeckungen.
Der Asteroid wurde benannt nach Klytaimnestra, der Tochter von Tyndareos, König von Sparta, und Leda. Sie wurde die Frau von Agamemnon und die Mutter von Orestes, Elektra, Iphigenie und Chrysothemis. Als Agamemnon in den Trojanischen Krieg zog, wurde Klytaimnestra die Geliebte von Aigisthos. Als Agamemnon dann aus dem Trojanischen Krieg zurückkehrte, ermordeten ihn Aigisthos und Klytaimnestra. Orestes tötete später die Mörder seines Vaters.

## Wissenschaftliche Auswertung
Mit Daten radiometrischer Beobachtungen im Infraroten mit der Infrared Telescope Facility (IRTF) auf Hawaiʻi vom Dezember 1980 wurden für (179) Klytaemnestra erstmals Werte für den Durchmesser und die Albedo von 70 km und 0,15 bestimmt. Aus Ergebnissen der IRAS Minor Planet Survey (IMPS) wurden 1992 Angaben zu Durchmesser und Albedo für zahlreiche Asteroiden abgeleitet, darunter auch (179) Klytaemnestra, für die damals Werte von 77,7 km bzw. 0,16 erhalten wurden. Eine Auswertung von Beobachtungen durch das Projekt NEOWISE im nahen Infrarot führte 2011 zu vorläufigen Werten für den Durchmesser und die Albedo im sichtbaren Bereich von 72,8 km bzw. 0,18. Nachdem die Werte nach neuen Messungen 2012 auf 90,2 km bzw. 0,12 geändert worden waren, wurden sie 2014 auf 70,0 km bzw. 0,20 korrigiert.
Photometrische Beobachtungen von (179) Klytaemnestra fanden erstmals statt vom 29. September bis 16. Oktober 1979 am Table Mountain Observatory in Kalifornien. Aus der durch die Messungen gut abgedeckten Lichtkurve konnte eine Rotationsperiode von 11,173 h bestimmt werden. Aus Beobachtungen vom 21. bis 24. November 2006 am Oakley Observatory des Rose-Hulman Institute of Technology in Indiana konnte aus der etwas lückenhaften Lichtkurve des Asteroiden eine Rotationsperiode von 11,13 h bestimmt und damit die frühere Messung bestätigt werden. Die Auswertung archivierter Lichtkurven ermöglichte in einer Untersuchung von 2016 die Bestimmung der Rotationsperiode zu 11,1734 h, außerdem konnten zwei alternative Lösungen für die räumliche Lage der Rotationsachse angegeben werden in Verbindung mit einer retrograden Rotation.
Neue photometrische Messungen erfolgten vom 25. Mai bis 8. Juni 2019 im Rahmen einer Zusammenarbeit von vier Observatorien der Grupo de Observadores de Rotaciones de Asteroides (GORA) in Argentinien. Hier wurde trotz schwieriger Beobachtungsbedingungen vor einem sternreichen Hintergrund die Rotationsperiode mit einem Wert von 11,17 h bestimmt. Auch 2021 konnte aus archivierten Daten und photometrischen Messungen von Gaia DR2 erneut eine Rotationsachse mit retrograder Rotation berechnet werden. Die Rotationsperiode wurde zu 11,17342 h bestimmt.
Zwischen 2012 und 2018 wurden mit der All-Sky Automated Survey for Supernovae (ASAS-SN) auch photometrische Daten von 20.000 Asteroiden aufgezeichnet. Auf mehr als 5000 davon konnte erfolgreich die Methode der konvexen Inversion angewendet werden, darunter auch (179) Klytaemnestra, für die in einer Untersuchung von 2021 ein verbessertes dreidimensionales Gestaltmodell für zwei alternative Rotationsachsen mit retrograder Rotation und einer Periode von 11,1733 h berechnet wurde. Aus archivierten Daten des Asteroid Terrestrial-impact Last Alert System (ATLAS) aus dem Zeitraum 2015 bis 2018 konnte in einer Untersuchung von 2022 mit der Methode der konvexen Inversion eine Rotationsperiode von 11,17357 h berechnet werden. Im Jahr 2023 wurde aus photometrischen Messungen von Gaia DR3 erneut ein dreidimensionales Gestaltmodell des Asteroiden für eine Rotationsachse mit retrograder Rotation und einer Periode von 11,1735 h berechnet.
Abschätzungen von Masse und Dichte für den Asteroiden (179) Klytaemnestra aufgrund von gravitativen Beeinflussungen auf Testkörper hatten in einer Untersuchung von 2012 zu einer Masse von etwa 2,49·1017 kg geführt und mit einem angenommenen Durchmesser von etwa 75 km zu einer Dichte von 1,12 g/cm³ bei einer Porosität von 66 %. Diese Werte besitzen eine Unsicherheit im Bereich von ±48 %.

## Klytaemnestra-Familie
(179) Klytaemnestra ist der namensgebende Asteroid für eine Asteroiden-Familie mit ähnlichen Bahneigenschaften wie eine Große Halbachse von 2,96–3,03 AE, eine Exzentrizität von 0,05–0,09 und eine Bahnneigung von 8,5°–9,3°. Die mittlere Albedo liegt bei 0,18. Der Klytaemnestra-Familie wurden im Jahr 2019 knapp 600 Mitglieder zugerechnet. Neue Untersuchungen von 2019 weisen darauf hin, dass die bisher definierte Klytaemnestra-Familie wahrscheinlich keinen gemeinsamen Ursprung besitzt, sondern in drei Untergruppen aufzuteilen ist: Eine kleine Gruppe um (179) Klytaemnestra, mehrere nicht dazu gehörende „Eindringlinge“ (Interlopers) sowie eine große Gruppe von etwa 320 Mitgliedern um (9506) Telramund.